# 群馬県立伊勢崎工業高等学校
群馬県立伊勢崎工業高等学校（ぐんまけんりつ いせさきこうぎょうこうとうがっこう）は、群馬県伊勢崎市中央町にある県立工業高等学校

## 沿革
- 1886年（明治19年） - 伊勢崎織物業組合立染織講習所が開所[1]
- 1896年（明治29年） - 伊勢崎染織学校と改称
- 1900年（明治33年） - 群馬県伊勢崎染織学校と改称
- 1906年（明治39年） - 日露戦争による県費削減のため閉校
- 1910年（明治43年） - 群馬県立工業学校開校
- 1934年（昭和09年） - 群馬県立伊勢崎工業学校と改称
- 1948年（昭和23年） - 学制改革により群馬県立伊勢崎工業高等学校となる[2]
- 2010年（平成22年） - 創立100周年

## 学科組織
- 機械科
- 電子機械科
- 電気科
- 工業化学科
- 工業デザイン科（現在募集停止）

## 工業デザイン科について
伊勢崎工業高校には、2008年3月まで工業デザイン科が存在した。
プロダクトデザインに重点をおいた極めて実用的なカリキュラムにより卒業生は各方面で活躍している。また高校では珍しく大きな暗室を備えカラー写真の現像によるグラフィックデザインの展開や、あるいは早い時期にマッキントッシュコンピュータを導入し、DTPやデジタル写真のレタッチなど先進のヴィジュアルデザインをも生徒は経験した。
突然廃科が群馬県教育委員会から提案されたが、理由は全く形を成していなかった。卒業生や地域関係者を中心とした廃科反対の運動が起こり、高校の１つの科としては全国でも類を見ない10000筆を超える反対署名が集まり、県庁で当時の教育次長に提出された。しかしながら群馬県教育委員会はこれを無視した。平成17年7月7日に行われた群馬県教育委員会の第985回定例会にて、一部の委員から多様な教育分野を実現しており廃科の判断は状況から考えても違うと意見述べられた。かつ入学希望者が定員を超えていたにもかかわらず、平成18年度の生徒募集停止が決定された。少子化に伴う「群馬県内の77校ある全日制高校のクラスを1クラスずつ減らす」という県の方針に従い、県下でも極めて特徴のある有望な学科であるにもかかわらず2008年3月に科は消滅することとなった。1月には最後の卒業制作展が行われた。通常1クラス減ると2名程度の教職員が減員されていくため、最後の1クラスは2名程度で専門分野の教育を行うが、当時の工業デザイン科教職員は最後の卒業クラスの教育レベルが維持されるよう強力に県教委と校長に働きかけ、平成19年度の最後のクラスも6名体制で過去と全く変わらない教育を実施した。これは群馬県の教育行政において画期的な出来事であった。
伊工デザイン科廃止のまとめ

## 著名な卒業生
- 石川眞男（玉村町長）
- 黒岩守（ボクシング選手）
- ミスター・ポーゴ（プロレスラー）
- 今井清隆（俳優）
- 小島和也 (back numberベース、中退)
- 栗原寿(back numberドラム)